# Spahis
Pour l’article homonyme, voir Spahis sénégalais.
Pour la cavalerie ottomane, voir Sipahi.
Les spahis sont des unités de cavalerie française de l'armée d'Afrique, ayant existé entre 1834 et 1964.
Ils sont à l'origine un corps de cavalerie traditionnel du dey d'Alger. Corps de prestige, il est ensuite, après la conquête de l'Algérie par la France, intégré à l'armée d'Afrique appartenant à l’armée de terre française. Ils sont dirigés par le chaouch et participent à la « pacification » du territoire auprès des bureaux arabes (bureaux de cercle ou bureaux de subdivision). Le modèle des corps de cavalerie spahis inspire ensuite celui d'autres corps en France métropolitaine et dans d'autres pays anciennement protectorats ou colonies françaises (Tunisie, Maroc, Sénégal, etc.).

## Histoire

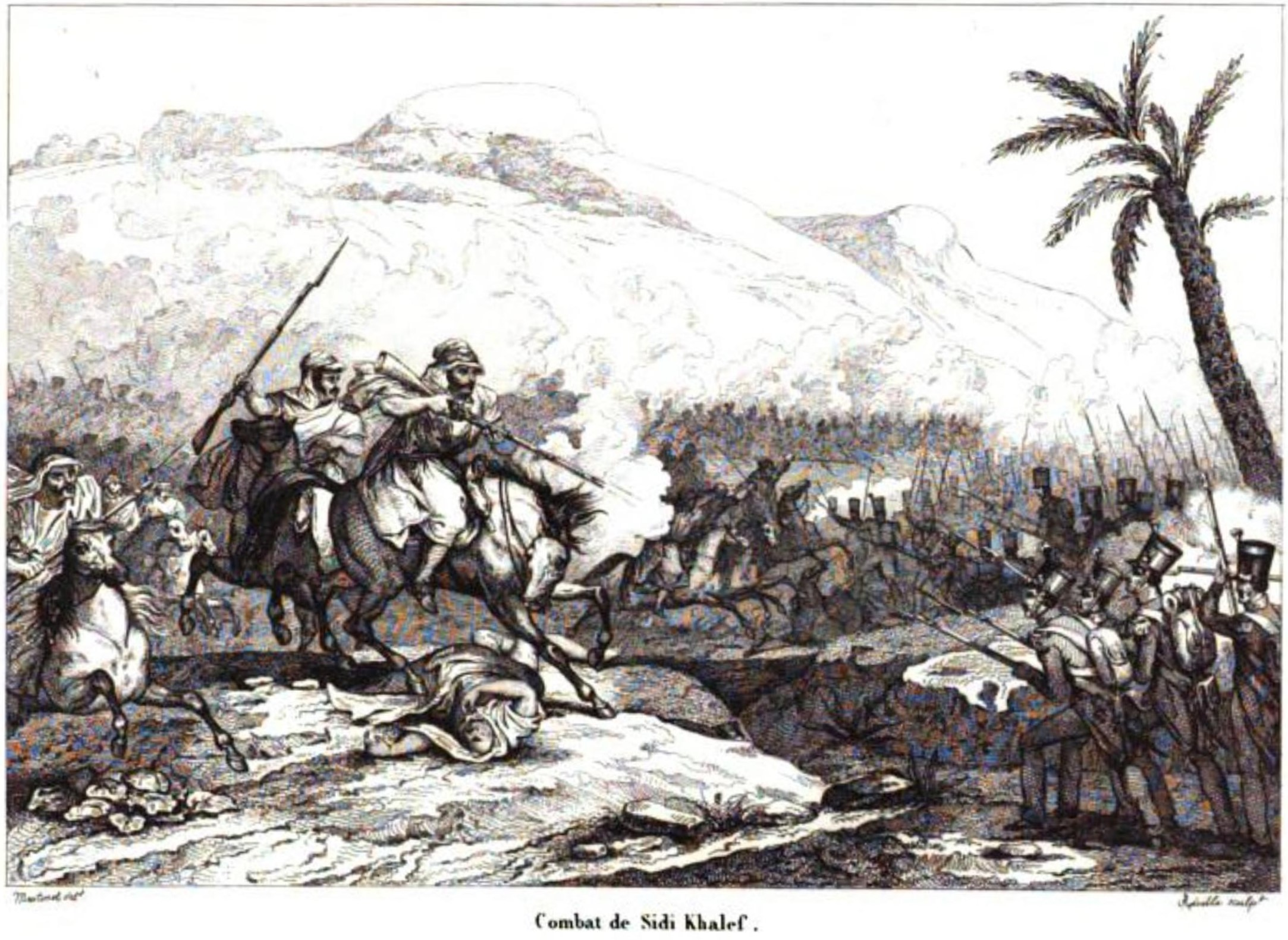
Un spahis du dey d'Alger lors de la bataille de Sidi Khalef (1830).

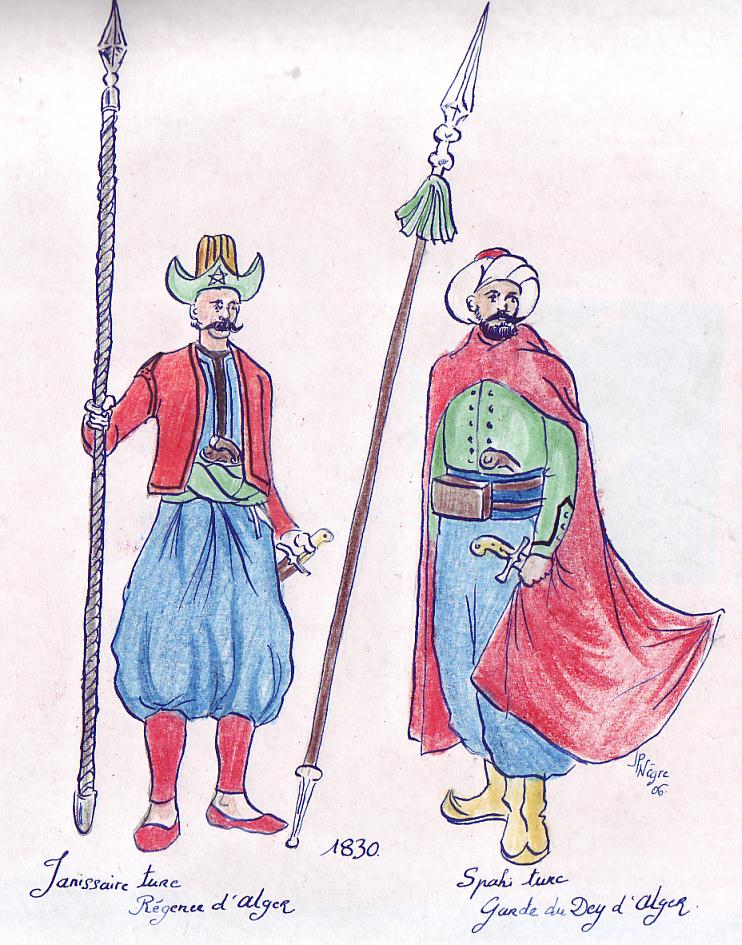
Spahis algériens du dey d'Alger, en 1820.

Les spahis sont à l'origine un corps de cavalerie algérien qui sont aux ordres du dey d'Alger. Leur nom dériverait du mot sbah, en arabe : matin ; ce sont littéralement les « cavaliers du matin ». Ils sont à l'origine organisés par Barberousse à qui les janissaires ne suffisent pas face à la cavalerie autochtone algérienne des tribus dissidentes. Les Barberousse créent donc au XVIe siècle en Algérie, un corps de cavalerie régulier sur le modèle ottoman.
Si on remonte aux racines ottomanes du corps des spahis, ce serait un mot d’origine turque et persane, سپاهی sipâhi, signifiant « soldat » dont la traduction la plus acceptée est celle de « cavaliers »,. Les troupes indigènes en Inde, formées d'abord par Joseph François Dupleix, puis par les Anglais, ont été appelées, par déformation du mot turc, cipaye ou sepoy.
Ils se payent sur le terrain en pillant les lieux où ils interviennent et, une fois l’opération terminée, rejoignent leurs tribus d’origine.
Le dey d'Alger, destitué lors de l’arrivée des Français, dispose de Zouaves et de « Sibahis », turcs en majorité. Se trouvant sans emploi, ils se rangent en 1830 sous la bannière de Yusuf (Joseph Vantini, dit Youssouf) qui se met au service de la France et en fait des troupes efficaces et redoutées, contribuant à la conquête de l’Algérie. Francisé, le mot devient Spahi.

### En Algérie

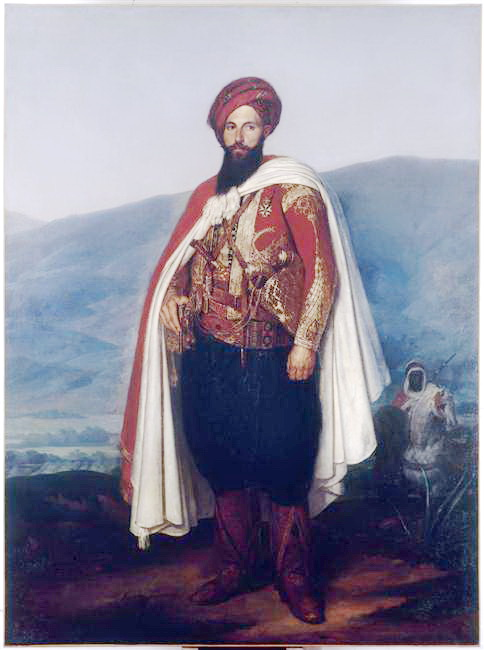
Guillaume Stanislas Marey-Monge, colonel des spahis réguliers, Jean-Baptiste Leclerc, XIXe siècle, Musée de l'Armée, Paris.

Ces cavaliers, commandés par le « colonel-agha » Marey et recrutés par Joseph Vantini (dit Youssouf), sont d’abord appelés « chasseurs indigènes » puis « Mamelouks », avant de prendre le nom de « Spahis ». Leur existence est officialisée par quatre textes législatifs :
- la loi du 9 mars 1831 autorise les généraux commandant les pays occupés à former des corps militaires composés d’indigènes et d’étrangers. C'est la première consécration des tirailleurs, zouaves, chasseurs indigènes, légionnaires… ;
- une ordonnance du 10 septembre 1834 prescrit la formation à Alger d’un corps de cavaliers indigènes sous la dénomination de spahis réguliers ;
- l'ordonnance du 7 décembre 1841 crée un corps unique de cavaliers indigènes. Est ainsi régularisé leur emploi depuis plus de dix ans par le corps expéditionnaire français en Algérie ;
- l'ordonnance du 2 juillet 1845 crée trois régiments de spahis : le 1er régiment de spahis algériens à Alger, le 2e régiment de spahis algériens à Oran, et le 3e régiment de spahis algériens à Bône.

Ces formations se couvrent de gloire dans la quasi-totalité des combats, qu'ils ont menés aux côtés des zouaves, qui émaillent la conquête de l'Algérie et contribuent largement au succès des armes de la France.
Leurs principaux faits d'armes sont :
- l'expédition de Constantine en 1836 ;
- l'expédition de Constantine en 1837 ;
- l'expédition des Portes de Fer en 1839 ;
- le Collo en 1843 ;
- la prise de la smala d’Abd el-Kader en 1843 ;
- la bataille d’Isly en 1844 ;
- les Aurès en 1846 ;
- la prise de Zaatcha en 1849 ;
- la prise de Laghouat en 1852 ;
- le Hodna en 1864 ;
- la Kabylie en 1871.

En dehors des combats, les smalas de spahis furent le principal instrument de la « colonisation militaire » après les expériences de Bugeaud avec des soldats français

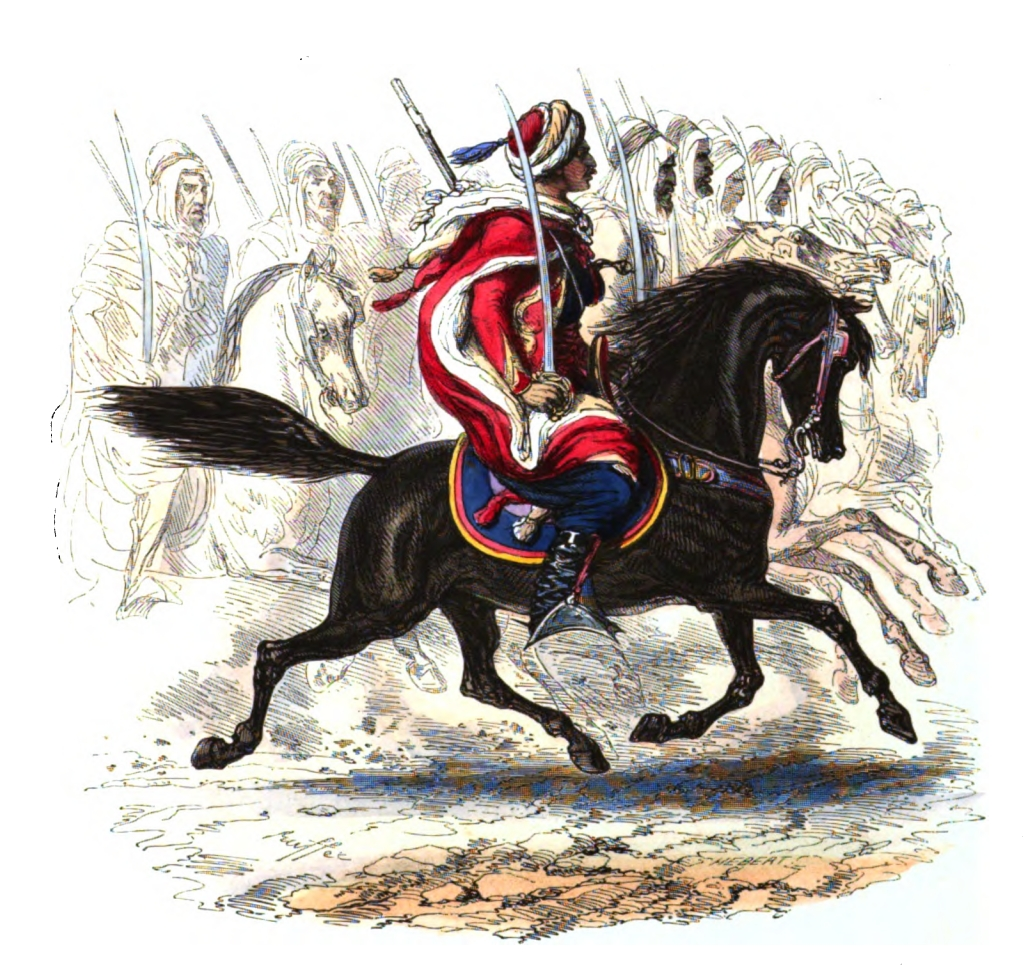
Spahis vers 1843.
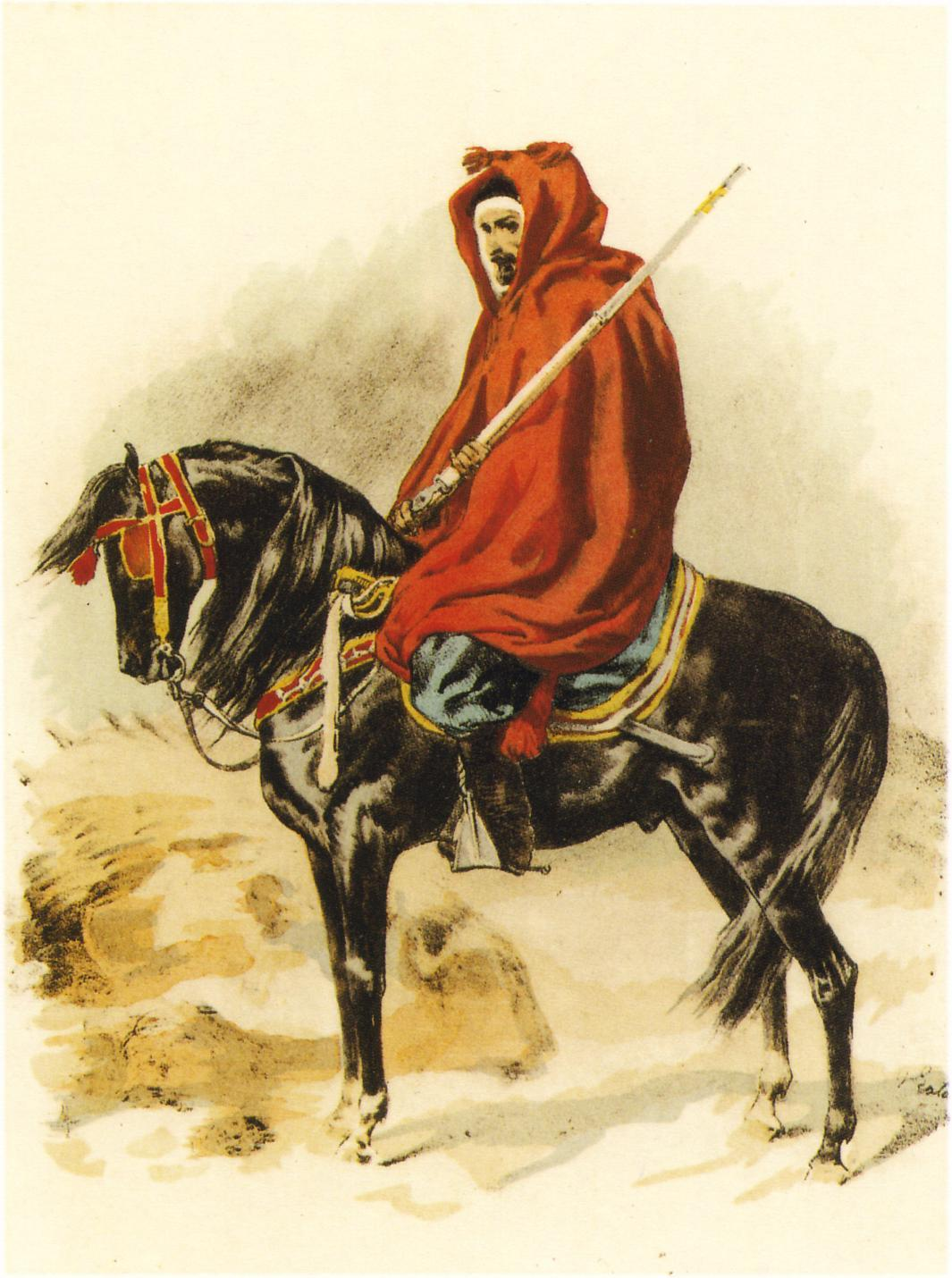
François Hippolyte Lalaisse : Spahis en uniforme du Second Empire.
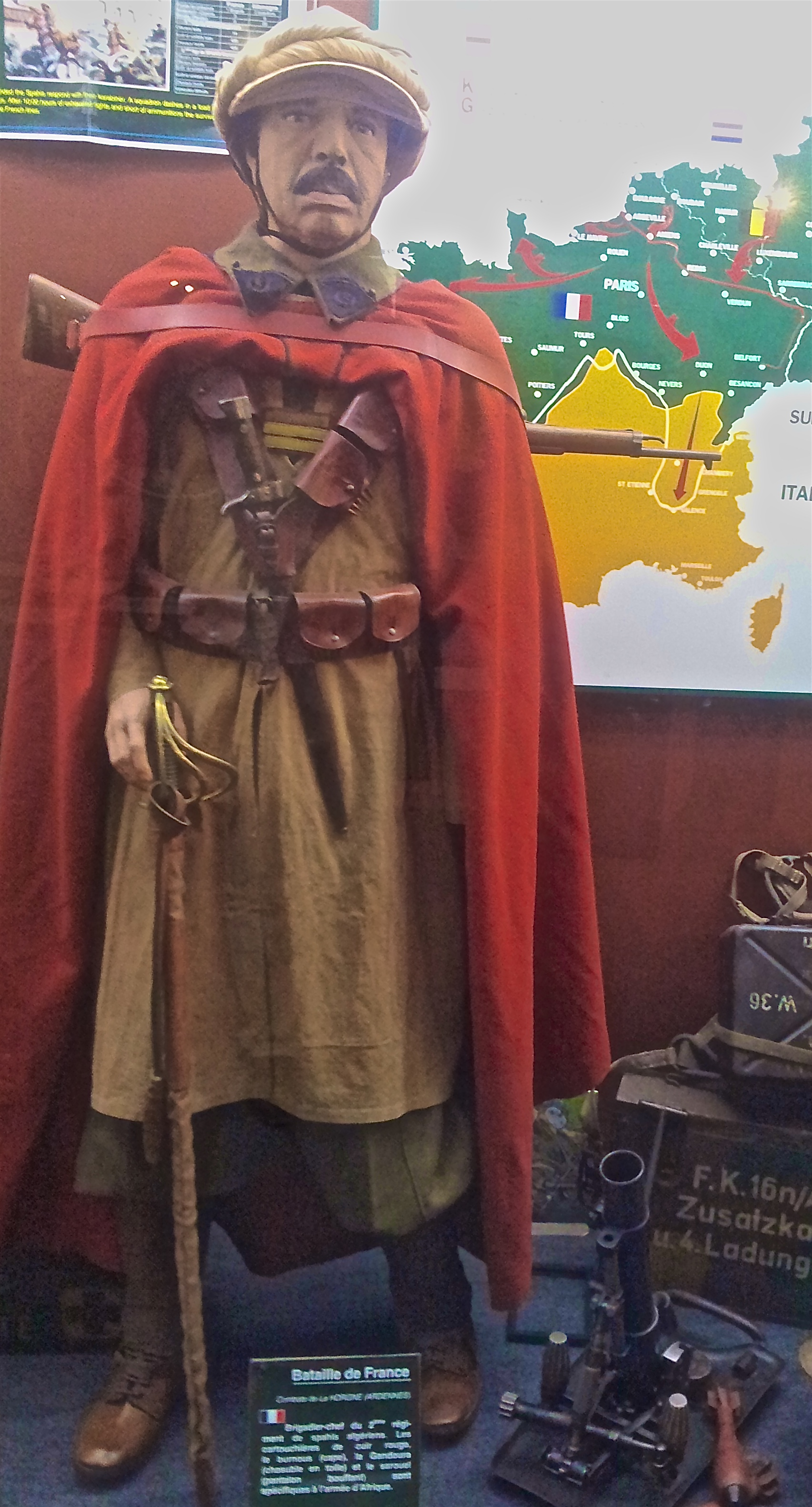
Brigadier-chef du 2e régiment de spahis algériens lors de la bataille de La Horgne. Mai 1940.
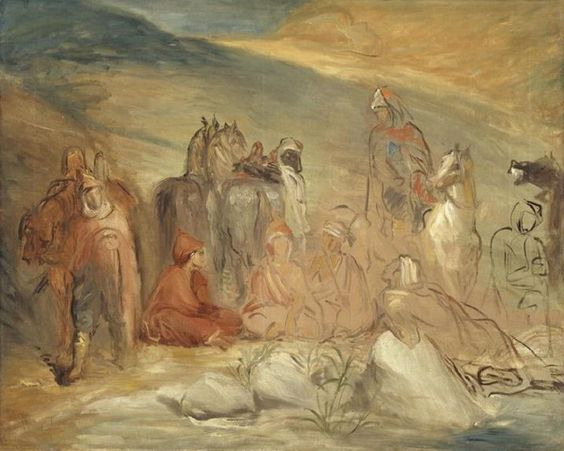
Halte de Spahis auprès d'une Source Théodore Chassériau Musée du Louvre

### Hors d'Algérie

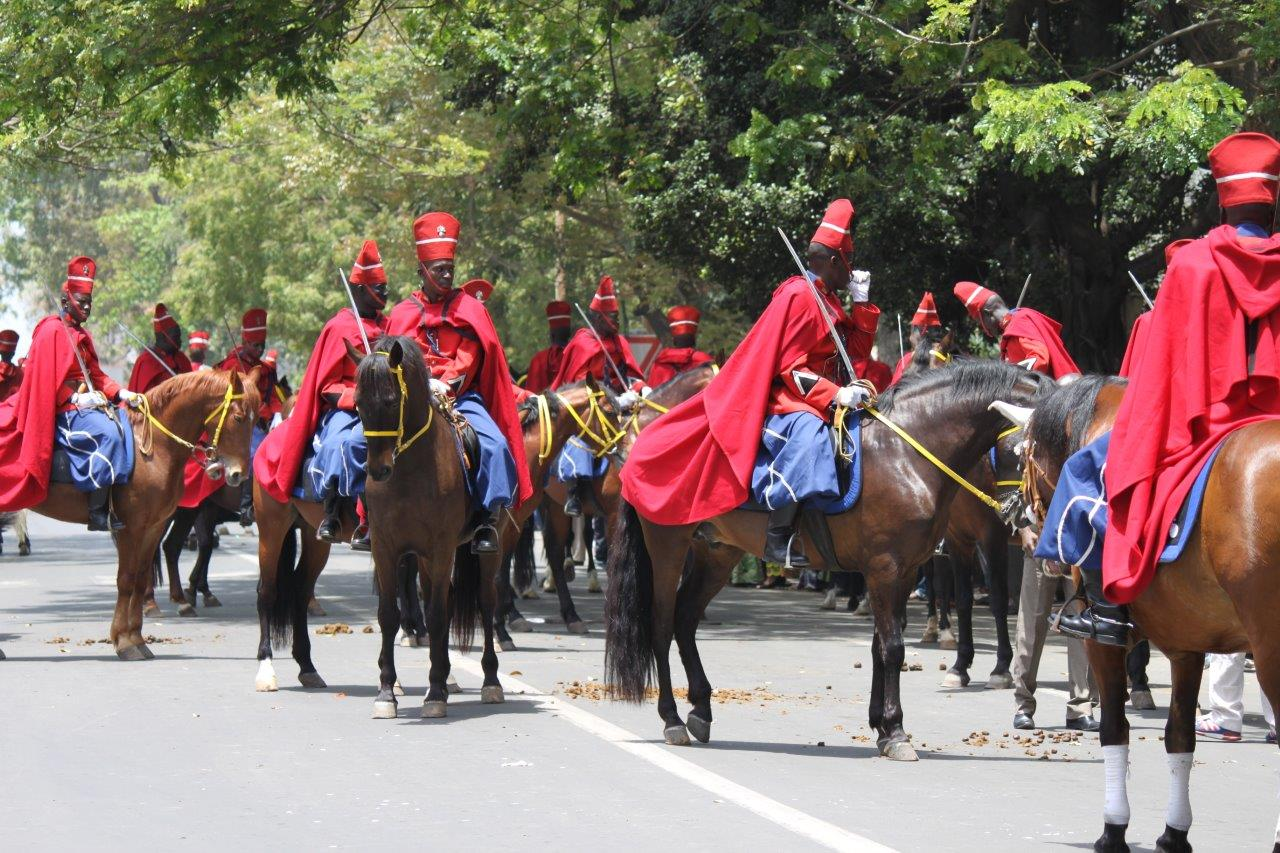
Spahis sénégalais en 2012.

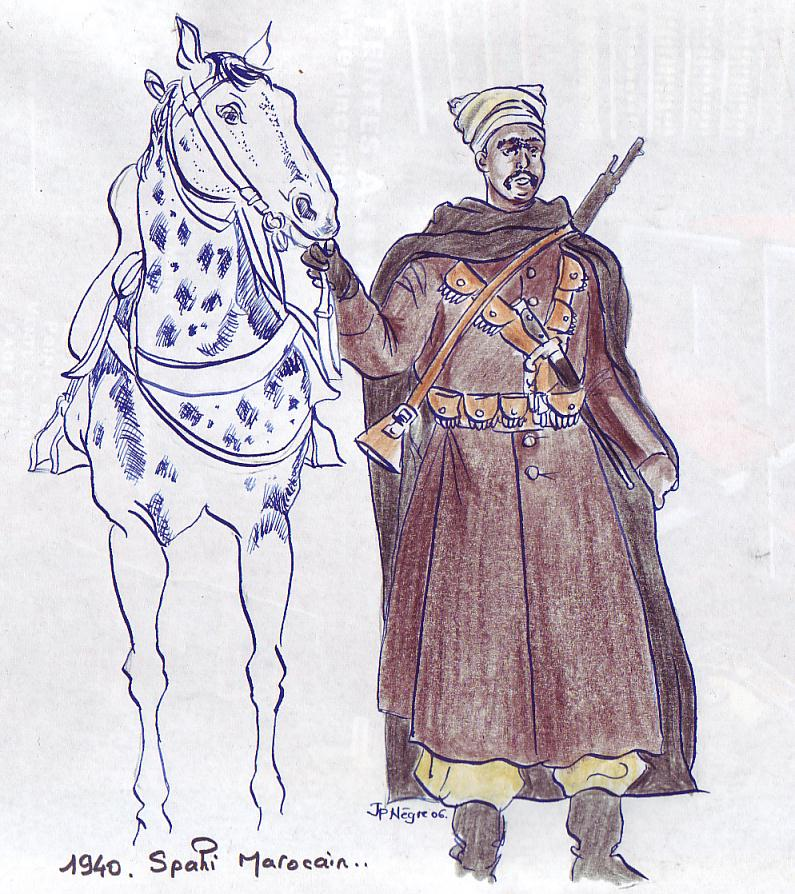
Spahi marocain (1940).

Né en Algérie, le modèle spahi est repris ailleurs par l’armée française :
- en Crimée, en 1854, où Joseph Vantini, dit Yousouf est chargé de mettre sur pied des escadrons de cavaliers autochtones, les spahis d'Orient, ou « Bachi-bouzouks » ;
- pendant la guerre franco-allemande de 1870 (en petit nombre)[9] ;
- en Tunisie, où le 4e Spahis est formé le 1er octobre 1886 ;
- au Maroc, avec la participation d’escadrons algériens à l’expansion française, puis avec la création, en 1912, de dix escadrons de spahis formés avec les tabors de cavalerie du sultan du Maroc ;
- au Sénégal, l'ancienne Garde coloniale de spahis sénégalais est aujourd'hui la composante principale de la Garde présidentielle ;
- en Indochine française, où sont créés les spahis cochinchinois (1862-1871) et les spahis tonkinois (1883-1889), à l'image des spahis sénégalais (voir cavalerie indigène de l'Indochine).
- et aussi au cours de l'expansion coloniale de la IIIe République où des unités algériennes et marocaines prennent une part active aux campagnes d’Extrême-Orient, d’Afrique et de Madagascar.

## Première Guerre mondiale

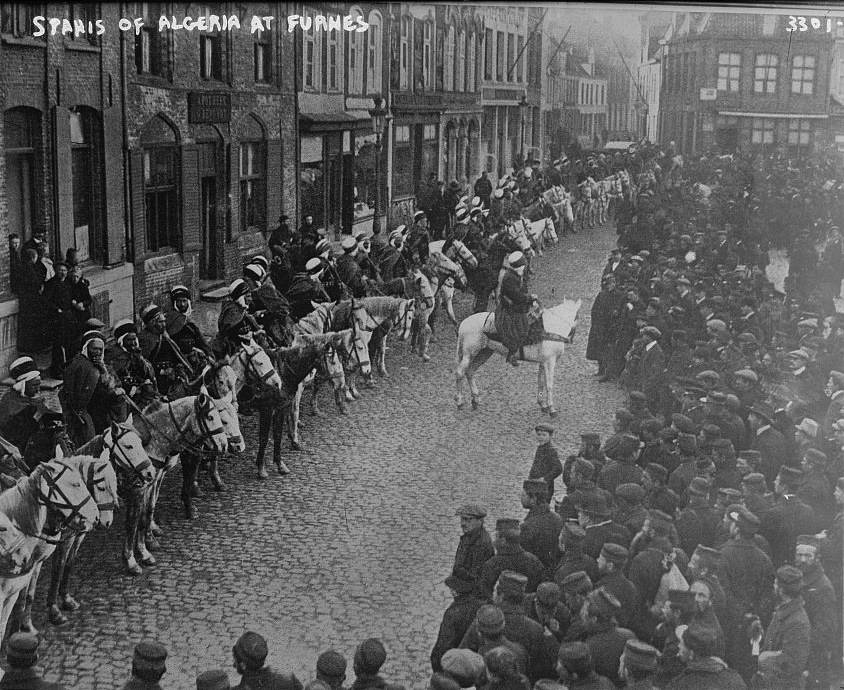
Spahis d'Algérie à Furnes, Belgique.

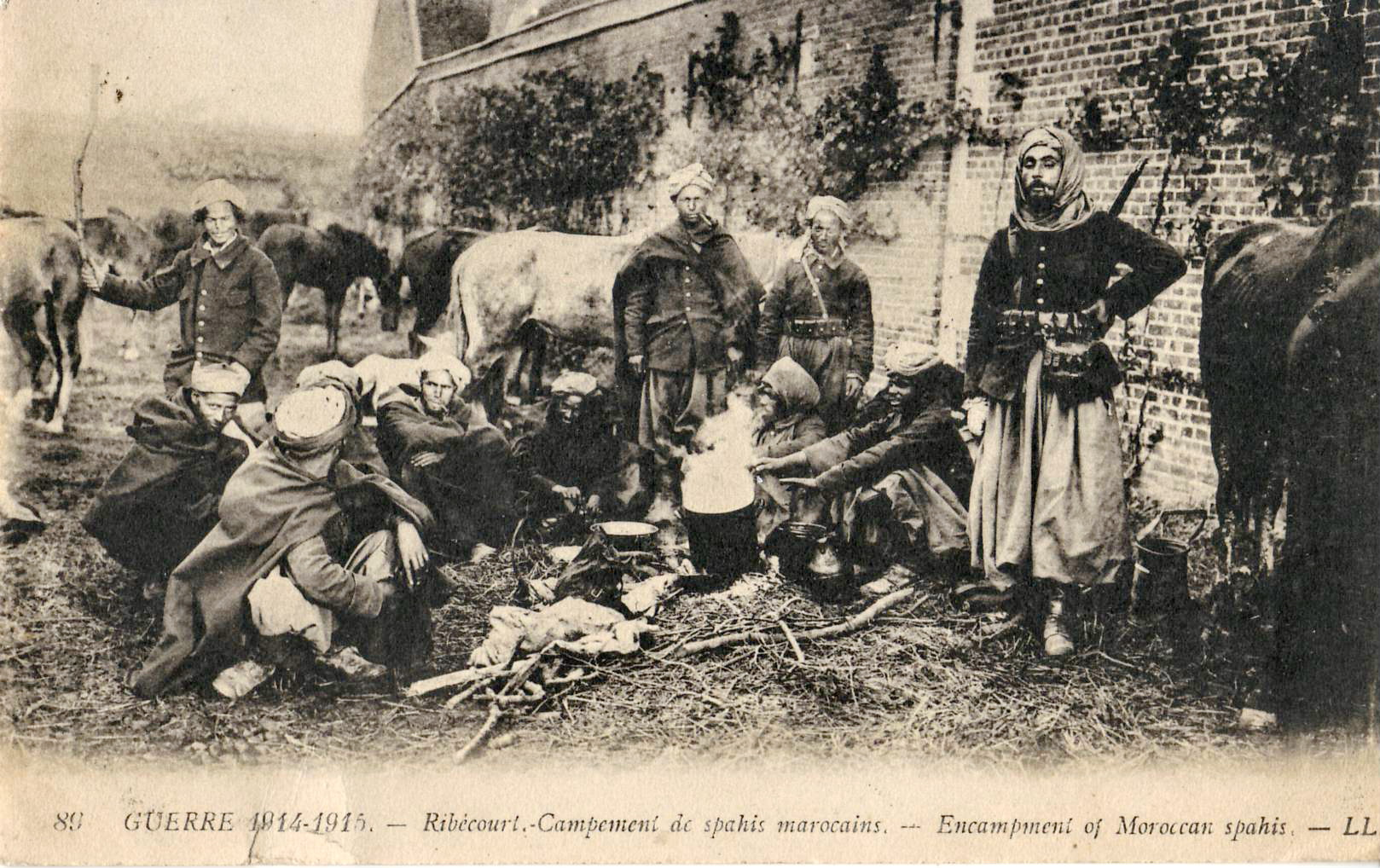
Un campement de spahis marocains à Ribécourt, au début de la Première Guerre mondiale.

En 1914, existent quatre régiments de spahis algériens en Algérie française encasernés à Médéa, Sidi-bel-Abbès, Batna et Sfax (en Tunisie). Un 5e régiment de spahis algériens est créé lors de la mobilisation générale d'août 1914 ; et, un mois plus tard, en septembre, est constituée une brigade de marche à l'aide d'escadrons provenant de toutes les unités. Cette brigade, commandée par le colonel Martin de Bouillon se compose des 1er (lieutenant-colonel Schneider) et 2e (colonel Couverchel) régiments de marche des spahis qui, en août 1915, sont renommés 6e et 7e spahis algériens. Un éphémère Régiment de spahis auxiliaires algériens (RSAA) est créé en août 1914 pour combattre sur le front français et rapatrié en septembre 1915. Les spahis algériens combattent dès le début des hostilités.
Pendant ce temps-là, au Maroc, les autorités françaises réunissent quatre escadrons auxiliaires de chasseurs marocains et les dirigent sur la France, où, aux ordres du commandant Dupertuis, ils forment le régiment de marche de chasseurs indigènes à cheval qui devient, le 1er janvier 1915, le Régiment de marche des spahis marocains (dépôt à Arles). Quant aux escadrons auxiliaires restés au Maroc, ils donnent naissance au 2e régiment de spahis marocains, lequel sert d'unité de relève au 1er régiment de spahis marocains alors en première ligne en France, puis, à partir de mars 1917, à l'armée d'Orient où il mène force combats qui, en 1918, l'entraînent jusqu'au Danube et à Budapest. Dans cette ville, le 31 décembre 1918, soit plus d'un mois après l'armistice, lors d'un raid sur le château de Foth, il capture le maréchal von Mackensen et tout son état-major.

### Décorations
Les régiments suivants furent décorés de la croix de guerre 1914-1918 :
- 1er Régiment de Marche Spahis Marocains (1er RMSM), avec cinq palmes : il est le régiment de cavalerie le plus décoré de l’armée française. Son étendard est le seul des emblèmes des unités de cavalerie à être décoré de la fourragère aux couleurs de la Médaille militaire[10].
- 4e régiment de spahis tunisiens (4e RST), avec une palme et une étoile vermeil

## Entre-deux-guerres
Durant l'Entre-deux-guerres, le nombre de régiments de spahis est triplé par rapport aux effectifs de 1914.
En 1921, on dénombre douze régiments de spahis :
- 5 en Algérie francaise ;
- 4 au Protectorat français au Maroc ;
- 2 au Levant (Moyen-Orient, Mandat français sur le Liban et la Syrie : Liban et Syrie actuels) ;

## Seconde Guerre mondiale

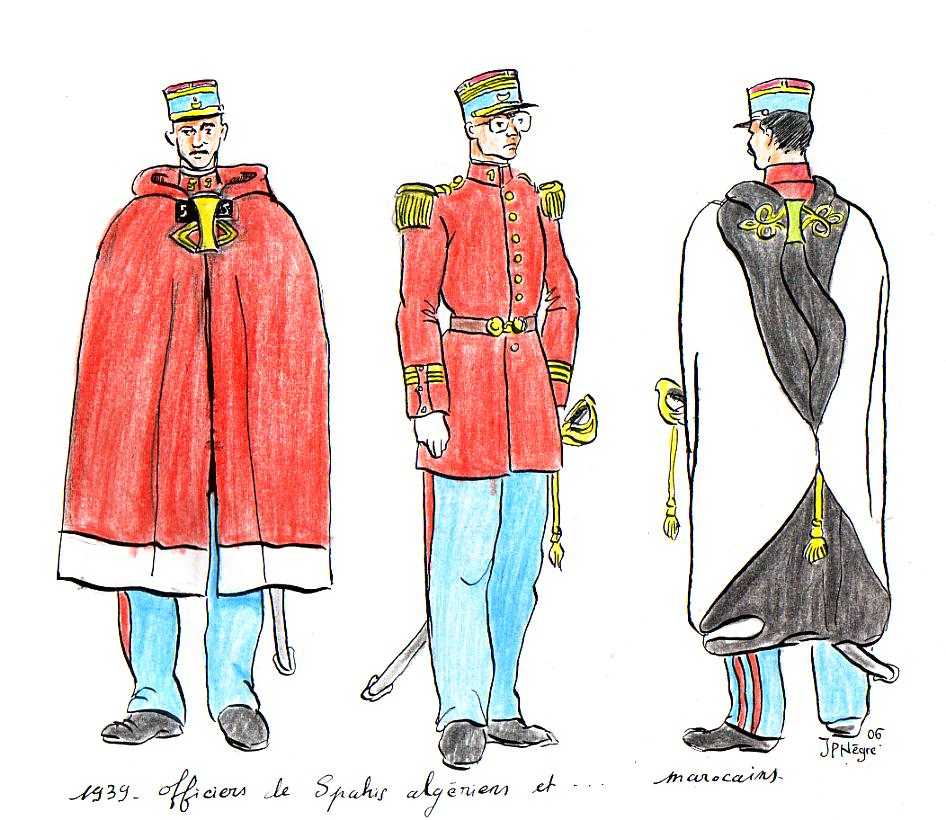
Officiers de spahis (1939).

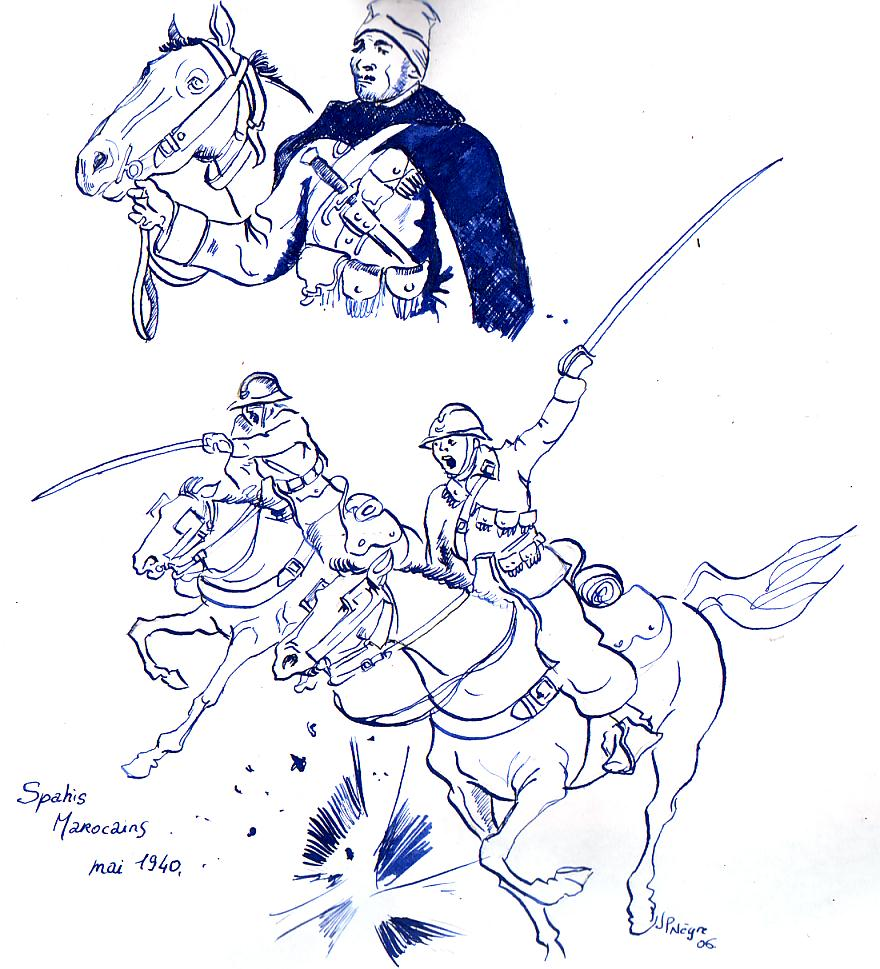
Spahis marocains (1940).

De nombreux escadrons de spahis constituent les unités de reconnaissance des formations militaires françaises à la veille de la Seconde Guerre mondiale. En métropole, à la déclaration de guerre sont présentes les :
- 1re brigade de spahis avec le 4e régiment de spahis marocains et le 6e régiment de spahis algériens, stationnée à Compiègne.
- 2e brigade de spahis avec le 7e régiment de spahis algériens et le 9e régiment de spahis algériens, stationnée à Vienne et Montauban.

Par la suite, s'y ajoutent :
- la 3e brigade de spahis avec le 2e régiment de spahis marocains et le 2e régiment de spahis algériens.

La part la plus importante dans les combats est prise par les 1re et 3e brigades dans les Ardennes (bataille de La Horgne). La 2e brigade surveille la frontière suisse jusqu'au 9 juin ; le 9e régiment de spahis algériens se distingue par sa résistance du 18 au 20 juin, à Vercel.

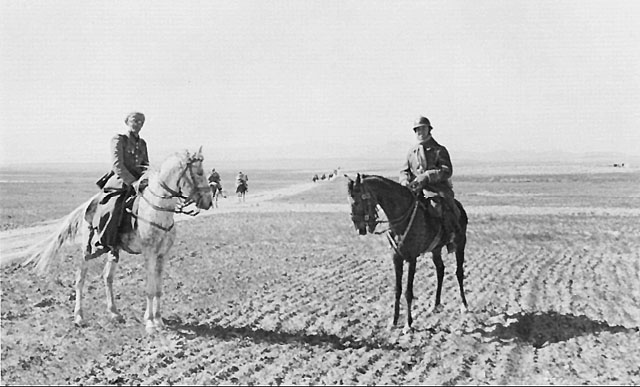
Spahis à Sidi Bouzid, février 1943.

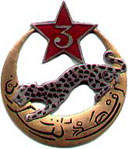
Insigne du 3e RSAR.

Après l’armistice de 1940, une partie du 1er escadron du 1er RSM, commandé par le capitaine Paul Jourdier, quitte clandestinement la Syrie dès le début juillet 1940, pour rejoindre les Britanniques en Palestine. Il est l'une des premières unités de la France libre à reprendre le combat : en Érythrée, puis en Syrie, à El-Alamein, en Tunisie ; il se renforce progressivement pour devenir le 1er régiment de marche de spahis marocains de la célèbre 2e division blindée du général Leclerc.
D'autres régiments sont reformés en Afrique du Nord dans le cadre de l'armée d'armistice, puis, après le débarquement allié de 1942, ils font partie :
- du corps expéditionnaire français en Italie aux ordres du général Juin ;
- de la 1re armée du général de Lattre de Tassigny.

### Participation des spahis aux campagnes de la libération
- 1941 Érythrée, Syrie : Escadrons de spahis de la France libre
- 1942 Libye, Égypte : 1er RMSM
- 1942-43 Tunisie : 1er, 3e et 6e RSA, 4e RST, 1er RMSM
- 1943 Corse : 4e RSM
- 1943-44 Italie : 3e RSA, 3e et 4e RSM.
- 1944-45 France : 1er, 2e, 3e et 7e RSA, 1er, 3e, 4e et 5e RSM, 1er RMSM.
- 1945 Allemagne : 1er, 2e, 3e et 7e RSA, 3e, 4e et 5e RSM, 1er RMSM.

### Subordination
- les 1er RSA et 2e RSA étaient les régiments de reconnaissance de la 1re armée du général de Lattre,
- le 1er RMSM était le régiment de reconnaissance de la 2e DB,
- le 3e RSA était le régiment de reconnaissance de la 3e DIA,
- le 3e RSM était le régiment de reconnaissance de la 2e DIM,
- le 4e RSM était le régiment de reconnaissance de la 4e DMM,
- les 7e RSA et 5e RSM, régiment hippomobiles, formaient la 1re brigade de spahis a la disposition de la 1re armée,
- le 1er RSM, en réserve générale, fut employé pour la réduction de la poche de Royan.

### Décorations
Les régiments suivants furent décorés de la croix de guerre 1939-1945 :
- 1er RSA, avec une palme et une étoile de vermeil,
- 2e RSA, avec deux palmes,
- 3e RSA, avec trois palmes
- 6e RSA avec une palme
- 7e RSA avec une étoile de vermeil
- 2e RSM, avec une palme et une étoile argent
- 3e RSM, avec deux palmes
- 4e RSM, avec trois palmes,
- 1er RMSM avec deux palmes.

## Indochine et Madagascar
Dès fin 1945, un escadron de spahis, le 7e escadron du 1er RMSM équipé d'automitrailleuses M8 (AM M8), est engagé dans la guerre d'Indochine avec le groupement de marche de la 2e division blindée, jusqu'en novembre 1946. Une autre unité principalement équipée d'AM M8, le régiment de marche de spahis d'Extrême-Orient, arrive en février 1947 puis est renommée 2e régiment de spahis marocains en mai 1947. Il est rejoint par le 6e RSM en février 1949. Le groupe d'escadrons de spahis marocains, venu en renfort en septembre 1949, est renommé 5e RSM en janvier 1950. Il est équipé de nombreux modèles différents de véhicules de reconnaissance ou de transport. Le 8e régiment de spahis algériens arrive en renfort en avril 1950. D'abord unité d'infanterie portée sur Halftracks, il devient mixte en mai 1953 avec des chars M24 et de l'infanterie sur Halftracks et sur camions.
De 1947 à 1949, un escadron autonome de marche de spahis algériens est engagé à Madagascar contre les rebelles. Créé comme unité à cheval, il est motorisé avec des Jeeps et des Bren Carriers avant son embarquement pour l'île. Sur place, il reçoit des véhicules amphibies Crabes (nom français du M29 Weasel).

## Conflit tunisien: 1952-1954

### 4erégimentde spahis tunisiens
En 1952, après l'arrestation de Bourguiba, la révolte éclate en Tunisie. Deux escadrons à cheval sont alors disponibles pour assurer des missions de sécurité, le 4e escadron de spahis tunisiens, escadron de tradition tenant garnison à Tunis depuis 1948, et le 8e escadron de spahis tunisiens, créé en 1952 et implanté au Kef.
En 1954, pour renforcer le potentiel des forces, ces deux escadrons seront intégrés dans une nouvelle unité : le 4e régiment de spahis tunisiens.
Reconnaissances à cheval, patrouilles de sécurité, ratissages, souvent dans des régions impraticables aux véhicules, assauts sur des positions ennemies, les spahis connaîtront de nombreux succès[réf. nécessaire]. À plusieurs reprises, le 4e régiment de spahis tunisiens ira en Algérie prêter main-forte aux unités en opération.
Le 4e régiment de spahis tunisiens sera dissous le 19 février 1957.

## Guerre d’Algérie (1954-1962)

### L'option spahis à cheval
Après la Seconde Guerre mondiale, la France des unités de cavalerie montée n'existe plus : ces unités devenaient obsolètes face aux véhicules blindés et plus tard aux hélicoptères. Mais la guerre d’indépendance en Algérie en 1954 vient modifier la donne. Une cavalerie légère à cheval semble adaptée aux conditions du conflit qui se développe. La topographie est tourmentée, les oueds, même modestes, coupent profondément le terrain, routes et pistes sont rares, l'ennemi est éparpillé et se dilue facilement, pour être mobile son armement reste relativement léger. Les piémonts et les plateaux peu couverts sont dès lors un théâtre parfaitement adapté au déploiement d'une troupe montée à même de remplir les missions propres à la cavalerie légère : renseignement, reconnaissance, découverte, exploitation, etc.

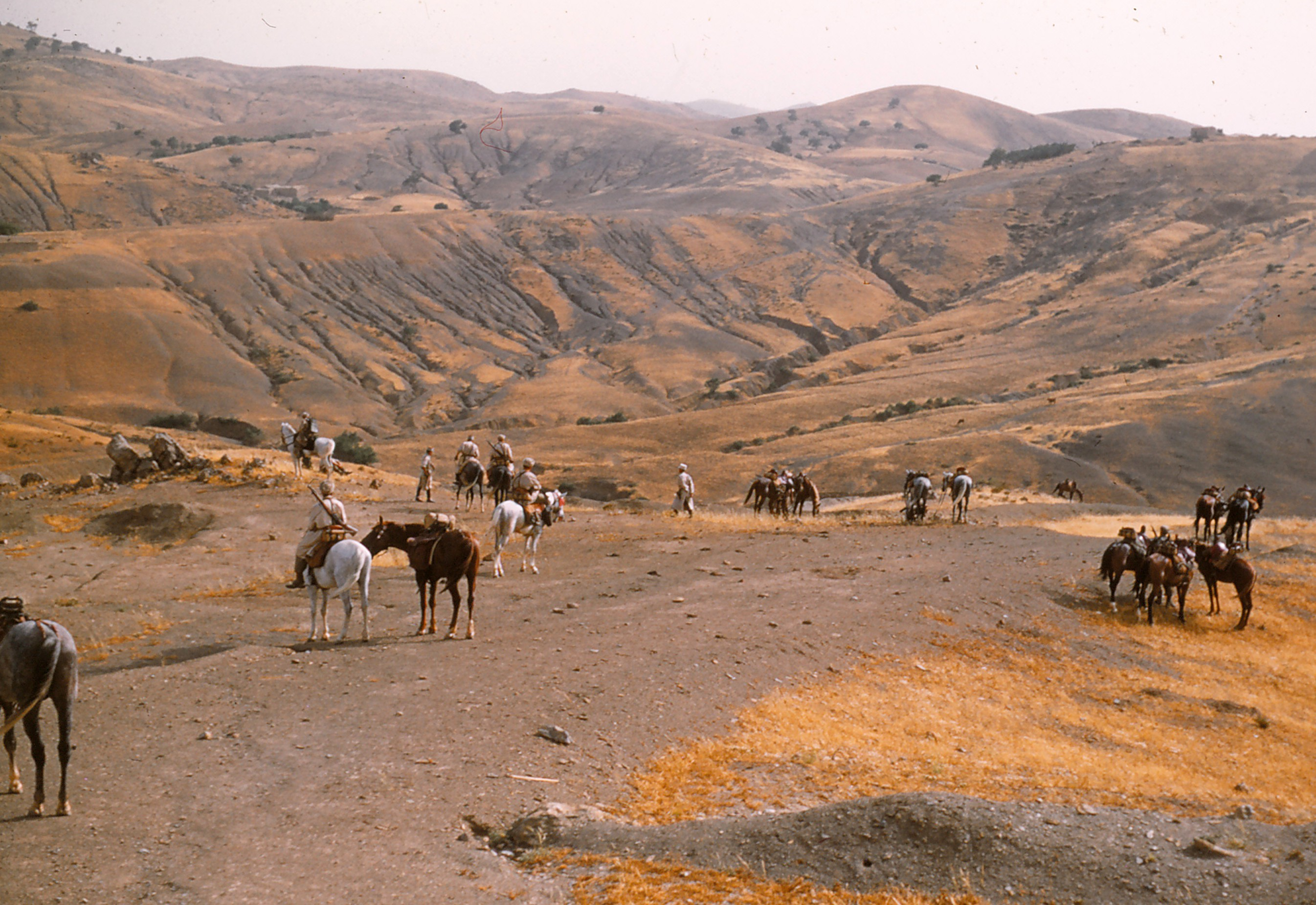
Groupe de spahis durant la guerre d'Algérie.

Le cheval permet une économie d'hommes : une troupe à cheval peut couvrir en largeur, en profondeur, en vitesse, plusieurs fois ce que ferait le même effectif à pied. Le cavalier se fatigue moins que le fantassin et reste donc plus longtemps dispos. Il est peut-être également moins vulnérable au feu ennemi : en terrain découvert celui-ci se manifeste de plus loin sur une cible plus mobile et moins distincte, la monture faisant corps avec son cavalier et du même coup le protégeant.
Les spahis, mieux que tous autres cavaliers montés (chasseurs à cheval, hussards...) furent privilégiés pour remplir ces missions en Algérie ; le spahi est en effet consubstantiel à l'histoire, à la géographie, aux populations et aux remontes de ce pays. Leurs qualités opérationnelles, leur fluidité, la discrétion, la rapidité de leurs déplacements et l'effet de surprise qu'elles réservent à l'ennemi, en feront des combattants redoutés et redoutables comme le confirme un rapport interne de l'ALN : « Ils passent partout, ils vont plus vite que nous »[réf. nécessaire].
C'est ainsi que dès 1955, trois escadrons à cheval sont mis sur pied, suivis peu après par la création de trois régiments montés, les 5e, 9e et 23e, un régiment dans chacun des trois corps d'armée présents en Algérie : respectivement Alger, Oran et Constantine. Chaque régiment était constitué d'un escadron de commandement et de quatre escadrons d'intervention de quatre pelotons chacun ; soit un effectif équin d'environ 700 chevaux par régiment.
Au niveau de la troupe, les spahis étaient majoritairement des « Français de souche nord-africaine » (FSNA par opposition à FSE, « Français de souche européenne ») ; ils avaient un contact facilité avec des populations locales plus inquiètes qu'hostiles, partageant avec elles leur mode de vie de ruraux, et l'usage qu'elles faisaient souvent elles-mêmes du cheval.
Sur les territoires où ils étaient implantés et déployés la mission au quotidien de ces régiments de spahis était la pacification, en clair permettre aux populations de vivre en paix : les soustraire à l'emprise et au rançonnage des indépendantistes ; créer à l'égard de ceux-ci un climat permanent d'insécurité et les faire refluer dans des zones où ils auraient à se mesurer aux forces françaises dans le cadre d'opérations militaires de plus ou moins grande envergure ; des opérations auxquelles souvent des unités de spahis étaient invitées à participer soit à cheval soit à pied.

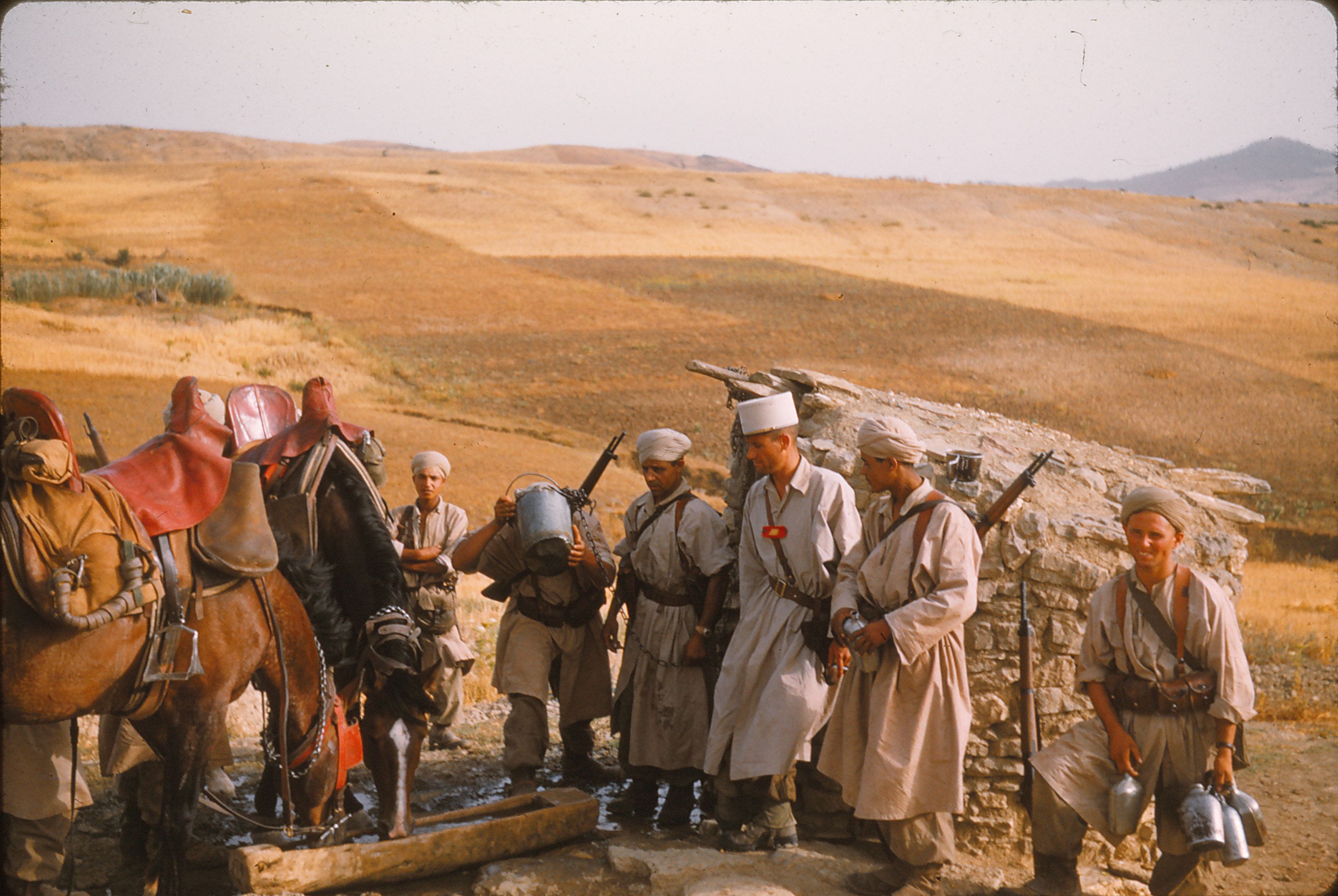
Groupe de spahis au point d'eau.

La guerre à cheval appartenant à un passé déjà lointain, il fallut, non sans difficultés, reconstituer cette cavalerie, les montures, les équipements mais surtout l'enseignement ; les centres de Saumur en France et d'Hussein-Dey en Algérie s'efforceront d'inculquer les principes de base, d'autant plus nécessaires que les jeunes cadres ne trouvaient plus dans leurs nouvelles unités ces sous-officiers anciens parfaitement rodés et aptes à leur apprendre les ficelles d'un métier dur et qui ne s'improvise pas[style à revoir].
Pour ce qui est des officiers supérieurs ou subalternes, l'armée de métier ne manqua pas de volontaires à se porter candidats, souvent enthousiastes[réf. nécessaire], pour s'adapter aux contraintes propres aux commandements dans ces régiments. La tradition, le panache, le goût pour l'équitation n'étaient pas absents de leurs motivations.
En dehors des grosses unités montées que furent les trois régiments de spahis, le cheval fut également utilisé pendant le conflit algérien dans des unités plus modestes telles que les compagnies nomades et les harkas.

### La Mondaine
Il était en revanche beaucoup moins simple de trouver des chefs de pelotons. C'est pour cela que fut créée à Saumur une brigade d'instruction d'EOR montée, qui, très vite, sera baptisée « La Mondaine ».
Contrairement à ce qu'ont affirmé certaines « mauvaises langues » parmi les postulants non retenus, les critères de choix ne comportaient ni l'obligation de sonner passablement de la trompe, ni de posséder une particule, mais ils exigeaient un minimum de connaissances équestres.
Pour les candidats une certitude : être affecté en Algérie dans une unité montée de combat. Les volontaires affluèrent. Six brigades se succéderont de 1956 à 1962. Plus d'une centaine d'officiers de réserve, sortis avec le grade de sous-lieutenant ou celui d'aspirant selon leur mérite ou leur chance, furent ainsi formés et affectés dans les différentes unités montées.

### Les Vétos
Les chevaux se substituant aux blindés, fi des ingénieurs et mécaniciens, il fallait des spécialistes pourvoyant aux soins et au maintien en état du « matériel animal ». Ce furent les vétos, de jeunes vétérinaires effectuant leur service militaire. Formés à Compiègne au Service Vétérinaire des Armées, à la fois sur le plan militaire et à la spécialité hippotechnie propre à la cavalerie montée, ils seront affectés à raison d'un véto par escadron monté.
Ils partageaient la même vie que leurs camarades du même âge aspirants ou sous-lieutenants sortis de Saumur. Totalement intégrés à la vie des escadrons dans leurs cantonnements respectifs ; ils participaient, quand nécessaire, aux opérations sur le terrain. Leur statut hors hiérarchie dans leur unité d'affectation comme leur savoir, leur donnait une indépendance et une autorité qui en faisait à la fois des camarades très appréciés des chefs de peloton, mais aussi de précieux auxiliaires des commandants des escadrons.
Dans les actions auprès des populations ils prenaient aussi leur part, sachant prodiguer quand il le fallait une assistance médicale et vétérinaire.

### Morts au champ d'honneur
Cinq sous-lieutenants, chefs de peloton à cheval issus de la Mondaine, et un Véto, sont tombés au champ d'honneur en Algérie.
- S-Lt des Roches de Chassay, 5e RSA, le 2 mars 1957 à Aumale.
- S-Lt Rousseau Panhard, 9e GESA, le 10 septembre 1957 à Aïn el Hadjar.
- S-Lt Saint Olive, 9e RSA, le 14 juin 1958 à Blandan.
- S-Lt Langlois Meurine, 5e RSA, le 27 avril 1959 à Rouina.
- S-Lt Le Marignier, 23el RSA, le 14 janvier 1961 au Djebel Alouat.
- Aspirant vétérinaire Wendling, 5e RSA, le 17 octobre 1961.

## Régiments de spahis

### Les régiments montés en Algérie

#### Le5erégimentde spahis
Fort de quatre escadrons de combat et d'un escadron de commandement et des services, le 5e régiment de spahis algériens, régiment à cheval, a été reconstitué aux ordres du lieutenant-colonel Marzloff, le 16 février 1956. Basé d'abord à Aumale (100 km au sud d'Alger), il déménagera au mois d'avril 1958 vers le secteur de Duperré dans la vallée du Chéliff, entre les massifs du Dahra et de l'Ouarcenis sur le grand axe routier et ferroviaire allant d'Alger à Oran.
Six officiers, 1 aspirant vétérinaire, 9 sous-officiers et 44 spahis du régiment auront donné leur vie pour la France.
Le 5e RSA sera dissous le 1er août 1962.

#### Le9erégimentde spahis
Formé le 1er août 1959, le 9e régiment de spahis est issu du 9e GESA implanté depuis 1956 dans le secteur de Blandan au sud du port de La Calle le long de la frontière tunisienne, puis à Oued Zenati et Montcalm dans le Constantinois jusqu'en mai 1960 date à laquelle le 9e RSA quittera définitivement le Constantinois pour les hauts plateaux du Sud-Oranais.
Au prix de 26 morts, le 9e RSA aura saisi 252 armes et fait régner la paix française dans ses secteurs du Constantinois et du Sud-Oranais.
Le 9e RSA sera dissous en septembre 1962.

#### Le23erégimentde spahis
Le 23e régiment de spahis est formé en août 1958 à partir d'unités montées venues de 3e régiment de spahis marocains (burnous bleu) et du 10e GESA (burnous rouge). D'abord implanté à Saïda dans le Sud-Oranais, il passera en 1960 à Géryville sur les Hauts-Plateaux.
Le 23e RSA sera dissous le 31 juillet 1962.

#### Le7eescadronde spahis de Senlis (1954-1962)
Les spahis de Senlis, splendide troupe d'élite et de parade, n'ont certes pas participé en tant que tel aux opérations en Algérie; en revanche, et à deux reprises, le 7e escadron est venu renforcer le dispositif des forces en Tunisie. Et pendant toute la durée du conflit algérien, nombre de cadres des spahis de Senlis vinrent rejoindre les trois régiments algériens et participer aux combats.
Le 7e escadron de Senlis sera dissous le 30 novembre 1962.

### Régiment de spahis en activité (en 2025)
1962 annonce la fin de ces formations militaires coloniales. Aujourd’hui, seul subsiste le 1er régiment de spahis stationné à Valence. Il participe activement aux interventions militaires extérieures menées par la France dans le cadre de ses accords de défense.

### Régiment de spahis dissous

#### Régiments de spahis algériens dissous
- 1er régiment de spahis algériens (1831-1964)
- 2e régiment de spahis algériens (1832-1962)
- 3e régiment de spahis algériens (1832-1964)
- 5e régiment de spahis algériens (1914-1962)
- 6e régiment de spahis algériens (1914-1956)
- 7e régiment de spahis algériens (1921-1962)
- 8e régiment de spahis algériens (1921-1962)
- 9e régiment de spahis algériens (1921-1961)
- 10e régiment de spahis algériens (1922-1958)
- 11e régiment de spahis algériens (1920-1923)
- Régiment de spahis auxiliaires algériens (1914-1915)

#### Régiments de spahis tunisiens dissous
- 4e régiment de spahis tunisiens (1882-1957)
- 5e régiment de spahis tunisiens (1929-1933)
- 12e régiment de spahis tunisiens (1922-1929)

#### Régiments de spahis marocains dissous
- 1er régiment de spahis marocains
- 2e régiment de spahis marocains (1912-1962) devenu 22e régiment de spahis en 1958.
- 3e régiment de spahis marocains (1922-1962) devenu 23e régiment de spahis en 1958.
- 4e régiment de spahis marocains (1927-1963) devenu 24e régiment de spahis en 1959.
- 5e régiment de spahis marocains (1943-1955)
- 6e régiment de spahis marocains (1944-1962)

## Le cheval Barbe et son harnachement

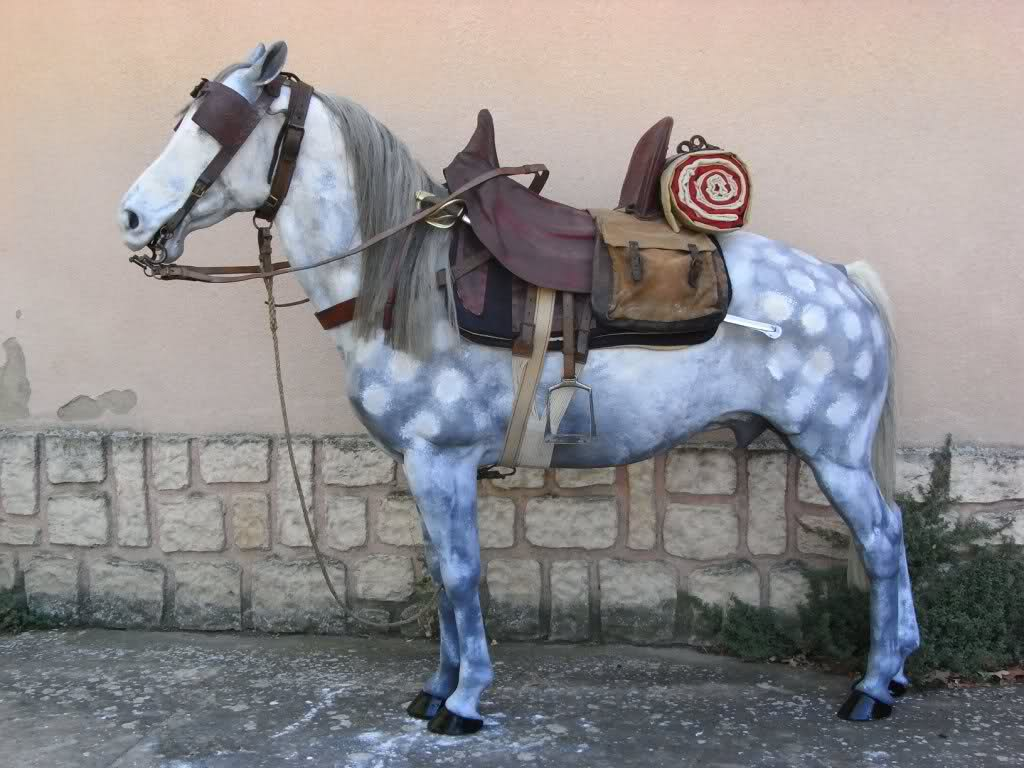
Harnachement spahi.

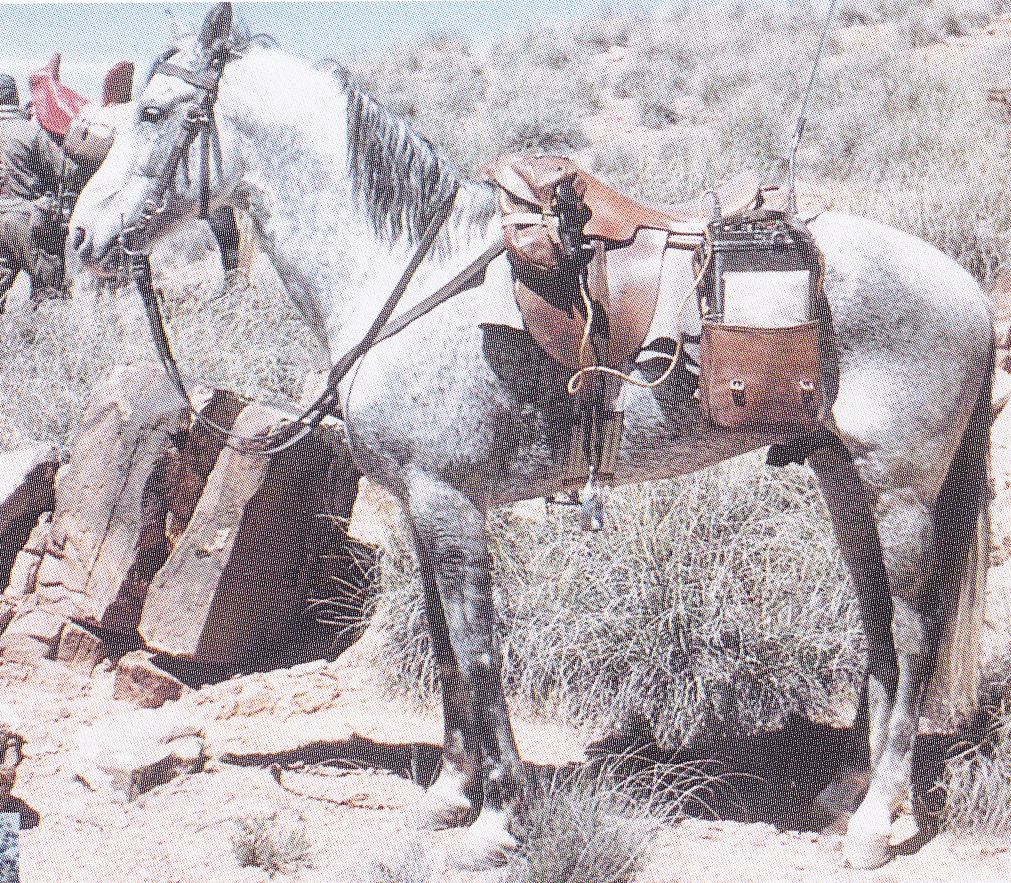
Harnachement officier avec téléphone de campagne.

Ce cheval berbère, s'il n'a pas toutes les élégances de l'Arabe, lui est supérieur en endurance et adresse et croisé avec lui, donne un Arabe-barbe à l'influx nerveux revigoré particulièrement apprécié de l'armée française.
Au temps des rois de France[Quand ?] on[Qui ?] lui trouvait « beaucoup de nerf, de légèreté et d'haleine »[réf. souhaitée]. Plus tard en Crimée, il se révéla le seul cheval apte à résister aux rigueurs de la campagne. Malgré sa petite taille, il possède des qualités exceptionnelles à l'obstacle. Grâce aux chevaux Barbe, les unités montées se sont avérées parfaitement adaptées aux emplois qui en ont été faits.

## Uniformologie

### Couleur duburnous

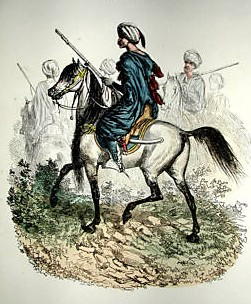
Le futur général Armand-Octave-Marie d’Allonville commande les gendarmes maures, qui en 1841 vont porter une tenue à l'orientale, similaire à celle des spahis.

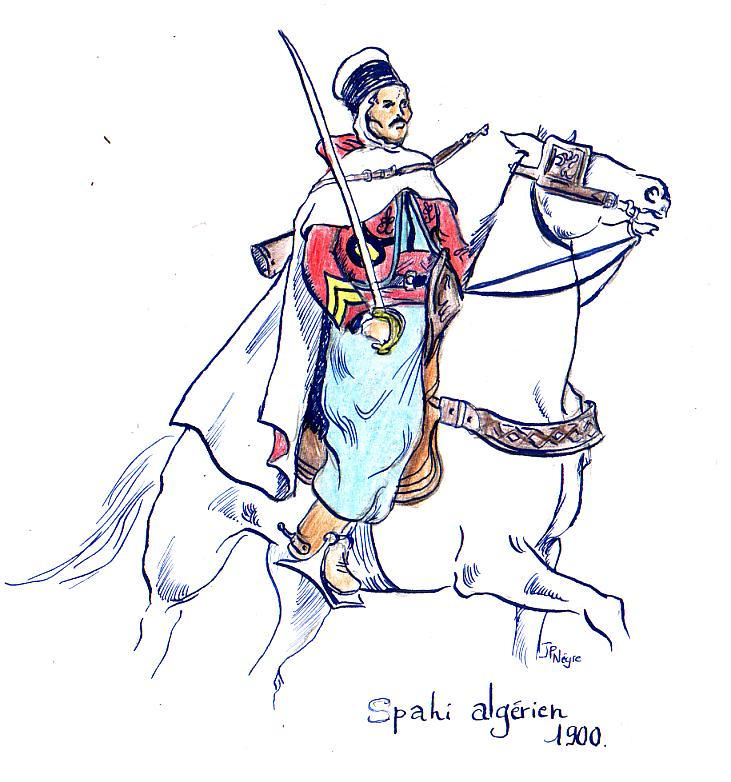
Spahi algérien en 1900.

Au début de la conquête de l'Algérie, afin de les distinguer au combat, les cavaliers indigènes utilisés par le corps expéditionnaire français sont vêtus d'un burnous vert, couleur symbolique de l'islam.
L'effectif de ces supplétifs croissant et la teinture verte se raréfiant, on adopte le « gros bleu » des uniformes de l'armée française. Les cavaliers arabes refusent ces burnous bleus qu'ils donnent à leurs esclaves dans leurs tribus. Ce refus est motivé par le fait que cette couleur est celle des manteaux des juifs de l'époque. L'intendance se reporte alors sur la couleur garance utilisée pour les pantalons des fantassins. C'est ainsi que le rouge, teinte usuelle des burnous des notables et des cavaliers de grandes tentes, devient la couleur traditionnelle des burnous des spahis algériens.

### Tenue traditionnelle
L'uniforme des spahis algériens ne changera pratiquement pas de 1840 à 1962, au moins pour ce qui est de la tenue de tradition adoptée pour les cérémonies et prises d'armes après 1915.
De coupe « orientale » ou encore appelée « à la turque », il se compose pour les cavaliers indigènes d'une coiffe particulière dite « guénour » constituée d'une calotte rigide de forme arrondie, en gros feutre écru dedans et rouge dessus, recouverte d'un « haïk », grand chèche de coton blanc, fixé par une corde de tête en poil de dromadaire, dite « kheït », d'une dizaine de mètres de long. Outre le « burnous » de drap garance, cette immense cape à capuchon dont la pièce de cœur, d'abord bleu pour tous les régiments jusqu'en 1886, passe à la couleur du régiment après cette date, un second « burnous » de laine blanche est porté en dessous du premier. La « bedaïa », veste-boléro de forme arabe, en drap garance, parements de manches bleu de ciel et tresses noires, est portée sur le « sédria », gilet arabe en drap bleu de ciel à tresses noires. Le « tombô » de la veste, sorte de fausse poche dessinée par une arabesque de la tresse décorative, est à la couleur du régiment. Le pantalon arabe le « sarouel » (dit aussi « saroual », « seroual » ou encore « serouel ») est d'une forme très ample et sans séparation d'entre-jambes. La chaussure arabe est constituée de l'assemblage des « thémags », hautes bottes molles sans semelle en cuir maroquin rouge, accompagnées à cheval par des « khoffes », sur-bottes fendues en cuir maroquin rouge, ou en service à pied par des « sabates », sorte de mocassins. Une ceinture de laine rouge, finement rayée de bleu et de blanc (40 centimètres de large pour six mètres de long) vient s'enrouler à la jonction du bas du gilet et du haut du sarouel (cette ceinture est destinée à tenir les intestins au chaud pour lutter contre la dysenterie).
Les cavaliers français, comptant pour environ 20 % des effectifs, portent une coiffure différente, composée d'une « chéchia », calotte molle en feutre rouge terminée par un petit gland de soie frangé à la couleur de l'escadron (puis bleu foncé pour tous vers 1900), et en grande tenue jusque vers 1900, d'une calotte plate en drap garance et bleu-foncé sur laquelle s'enroule un turban blanc rayé de bleu et une cordelette de soie terminée par quatre petits glands de passementerie à franges à la couleur de l'escadron, appelée « distinctive » (à noter que cet accessoire est aussi porté par-dessus la corde en poil par les indigènes). Ils remplacent aussi la chaussure arabe par des bottes en cuir noir de coupe européenne, puis après 1900 par des houseaux et des brodequins cloutés (adoptés aussi par les cavaliers indigènes par la suite).
Jusqu'en 1900-1905, les trompettes se distinguent par un uniforme identique dans sa coupe mais de couleur inversée: veste et gilet bleu ciel à tresses jonquille et parements de manches écarlates, « burnous » de dessus bleu ciel à tresses jonquille et pièce de cœur écarlate, « sarouel » rouge à tresses jonquille. Le turban des trompettes françaises est blanc rayé de rouge, les trompettes indigènes continuant de porter le guénour.
En 1914, les chasseurs marocains, futurs spahis marocains, disposent d'une tenue inspirée de celle de la cavalerie de la garde du Sultan (la garde noire) et adoptée à partir de 1910-1912. Une « chéchia » de feutre rouge, une veste longue à col rabattu en drap rouge, un « sarouel » de forme arabe en drap bleu sans tresse et des houseaux en maroquin rougeâtre à boucles de cuivre portés avec des brodequins cloutés en composent les grandes lignes. Mal connue aujourd'hui, cette tenue comportait aussi un burnous, sans doute en poil de dromadaire et probablement de couleur beige marron. La chéchia était cachée par un empilement parfois imposant de chèches de couleur sable, cachou ou marron foncé. Notons aussi ce détail pittoresque toujours présent au début du conflit : les traditionnelles « nouaders » des cavaliers berbères, longues touffes de cheveux ébouriffés, graissées au beurre de chamelle, qui émergeaient de part et d'autre au-dessus des oreilles. En 1917, les spahis marocains sont engagés dans la campagne d'Orient. Très mal équipés, pour se protéger du froid et remplacer leurs vêtements en loques, ils utilisent des couvertures marron et kaki de l'intendance dans lesquelles ils se taillent des burnous. L'intendance propose de leur fournir des burnous réglementaires, mais ils refusent la couleur garance donnée usuellement aux esclaves dans leur pays, à laquelle ils préfèrent le bleu foncé qui est la couleur portée par les notables berbères. Satisfaction leur est donnée. C'est ainsi que, depuis 1917, les spahis marocains se distinguent des algériens en portant le burnous bleu.
À partir de fin 1914, alors que les régiments métropolitains adoptent dans l'urgence de nouveaux effets en drap bleu "horizon", le drap kaki est octroyé en priorité aux régiments de l'armée d'Afrique et à une partie des troupes coloniales. Tout d'abord de teinte allant du marron jaune au vert caca d'oie, la nouvelle tenue des spahis relègue l'uniforme oriental aux effets de sortie ou de prise d'armes. Le « sarouel » adopte une forme moins ample et à jambes séparées, dite « culotte cycliste » ou « culotte russe », la veste de coupe européenne remplace les effets arabes, les chèches blancs des cavaliers algériens disparaissent au profit de chèches beiges ou sable, les cuirs des équipements, des houseaux et des brodequins deviennent fauves, les chéchias, lorsqu'elles ne sont pas remplacées par le casque métallique Adrian modèle 1915, sont masquées par des manchons de toile sable ou cachou.
De ces premiers essais restés sous le sobriquet de drap « moutarde » naitra la nuance "kaki" vert foncé, qui s'impose pour toute l'armée après 1922.
En 1927, à l'instar des zouaves et des tirailleurs algériens et tunisiens, les spahis algériens et tunisiens renouent avec la tenue de coupe orientale, et perçoivent un uniforme de tradition similaire à celui porté avant guerre. Trois ans plus tard, les spahis marocains, comme leurs camarades des régiments de tirailleurs marocains, touchent à leur tour une tenue de tradition. Celle des spahis marocains reprendra dans ses grandes lignes la tenue qu'ils portaient avant 1914, avec le burnous bleu foncé dont la pièce de cœur est désormais vert foncé pour tous les régiments. Ces tenues de tradition continueront d'être portées aux cérémonies et prises d'armes, ainsi qu'en tenue de sortie, jusqu'à la fin de la décolonisation de l'Afrique du Nord.

### L'équipement
Pour la tenue « à la turque », ceinturon, bélière et dragonne de sabre, giberne et banderole, cartouchières et baudrier-cartouchières, bretelle de mousqueton, étui de pistolet (« kobourg ») puis de révolver, courroie de trompette…, tous les équipements de cuir des spahis sont de couleur rouge et en cuir quadrillé, avec boucles, boutons, mousquetons en laiton.

### Le «toug»
Au cours de sa carrière de redoutable sabreur, Youssouf, le « père des spahis », a pour monture un magnifique étalon blanc qu'il affectionne particulièrement. Lors d'un combat, l'animal est tué sous lui. Voulant garder un souvenir de ce cheval, Youssouf lui fait prélever la queue et la fait monter sur une lance qui devient son fanion de commandement : le « toug ». À partir de ce moment, une queue de cheval est ajoutée à tous les fanions de commandement des spahis. Au fil des ans, la plupart des unités de cavalerie française adopteront (indûment) cette tradition qui subsiste aujourd'hui. En règle générale, le fanion et la queue qui l'accompagne sont offerts à l'officier qui quitte son commandement, un fanion neuf, en tous points identique au précédent, le remplace.
Cette appellation de « toug », « thoug » ou encore « touc » ne semble pas avoir été employée avant les années 1950 dans les régiments de spahis. Le toug était déjà apparu en France depuis la campagne d'Égypte, l'étendard tricolore des Mamelouks de Napoléon 1er étant escorté de quatre cavaliers porteurs de toug, d'où pendait une queue de cheval (2 noires, 1 rouge, 1 blanche). Emprunté au nom de l'emblème de commandement des anciennes armées turques, le toug existait dans les armées ottomanes depuis plusieurs siècles sous la forme d'une demi-pique garnie d'une queue de cheval ou de yak, tradition qui trouve différentes origines dans les récits des guerres entre turcs et chrétiens avant le XVIe siècle. On retrouve des formes similaires de ce toug dans les antiques armées chinoises, tartares ou mongoles, où on les utilisait à la manière d'un signe de ralliement. Il semble que certains régiments de cavalerie européens avaient perpétué cette mode bien avant le XIXe siècle (« bunczuk » des lanciers de Pologne, « bountchouk » des cosaques de l'Ukraine…).
D'autre part, il était de coutume en Afrique du Nord, bien avant Youssouf, que la queue du cheval d'un chef ou d'un guerrier de haut rang, tué sous son cavalier au cours d'un engagement, soit coupée pour orner la tente de ce dernier, ou lorsque le cavalier était tué, qu'elle soit brandie au bout d'une pique avec un vêtement du défunt pour ouvrir son cortège funèbre. Youssouf aurait donc emprunté à ces différentes traditions pour créer son emblème de commandement, mode couplée à l'usage du fanion dans tous les régiments de spahis par la suite, avant de devenir la règle de tous les régiments de cavalerie.

### Le harnachement des spahis
Le premier Arabe qui utilisa un harnachement fut Ali, parent de Mahomet. C'était un tapis constitué de six feuilles doubles en feutre, colorées en vert, rouge et bleu : le « tarar ». Par la suite, ce tapis est bordé de cuir et de soie rouge.
Lorsque les spahis arrivent en Afrique du Nord, ils disposent d'un harnachement turc avec un « garbous » (pommeau avant de la selle) et une « guéda » (troussequin arrière de la selle) très relevés. Ces excroissances sont destinées à maintenir le cavalier quasi-debout dans sa selle lors des charges ou des chocs frontaux avec ses adversaires. Les étriers au plancher large et voûté et aux parois convexes, permettent aux pieds d'être solidement calés. Ils sont suspendus à des cordes en laine tressée.
Dans ce Maghreb islamisé depuis le VIIe siècle, les cavaliers locaux utilisent le harnachement arabe. Avec le temps, c'est ce dernier matériel, plus facile à trouver, qui remplace progressivement l'équipement turc des sipahis. L'arçon est en bois gainé de peau de chèvre et recouvert d'une « chemise », housse en cuir maroquin rouge. le poitrail est en cuir quadrillé rouge de même que la têtière, qui comporte des œillères, indispensables accessoires pour l'utilisation de rênes à fouet. Le tapis de selle est à 6 feuilles de feutre épais, 4 bleu nuit et deux blanches. Celle qui est sur le dessus est tapissée d'empiècements en cuir rouge. Vers 1870 les étrivières deviennent en cuir fauve. Le spahi range une partie de son équipement d'écurie dans un bissac de toile beige à renforts de cuir fauve, enfilé sur le troussequin. Notons aussi le mors arabe, très particulier, muni d'un anneau dans lequel la langue de l'animal est engagée, et dont le maniement dans des mains non expérimentées peut être cruel.

## Spahis célèbres
- Joseph Vantini, dit « Youssouf »
- Guillaume Stanislas Marey-Monge
- Henri de Bournazel